# Medizin in der mittelalterlichen islamischen Welt
Die Medizin in der mittelalterlichen islamischen Welt beschreibt die Heilkunde des Mittelalters (etwa 600 bis 1492) im Nahen Osten, Nordafrika und Andalusien vom siebten bis zum dreizehnten Jahrhundert, wie sie vor allem in arabischer Sprache überliefert wurde und deshalb auch als arabische Heilkunde bzw. arabische Medizin bezeichnet wird, wobei viele bedeutende Gelehrte dieser Zeit aus dem persischen Kulturraum stammten.
Sie beruht auf dem Wissen und den Vorstellungen der antiken griechisch-römischen und späteren byzantinischen Medizin, systematisierte, interpretierte und ergänzte diese zum Teil.

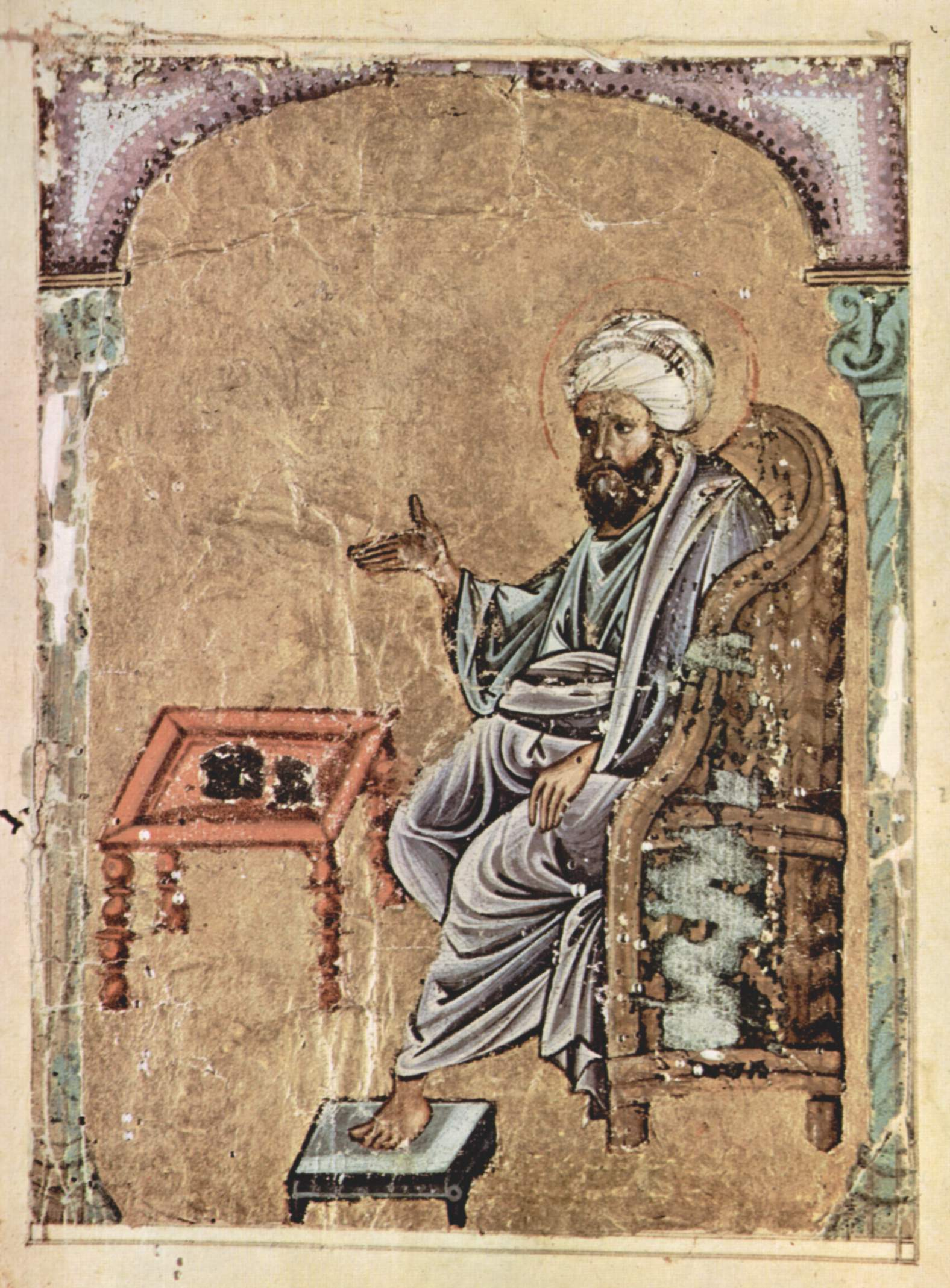
Miniatur aus der Materia Medica des Dioskurides, 1229

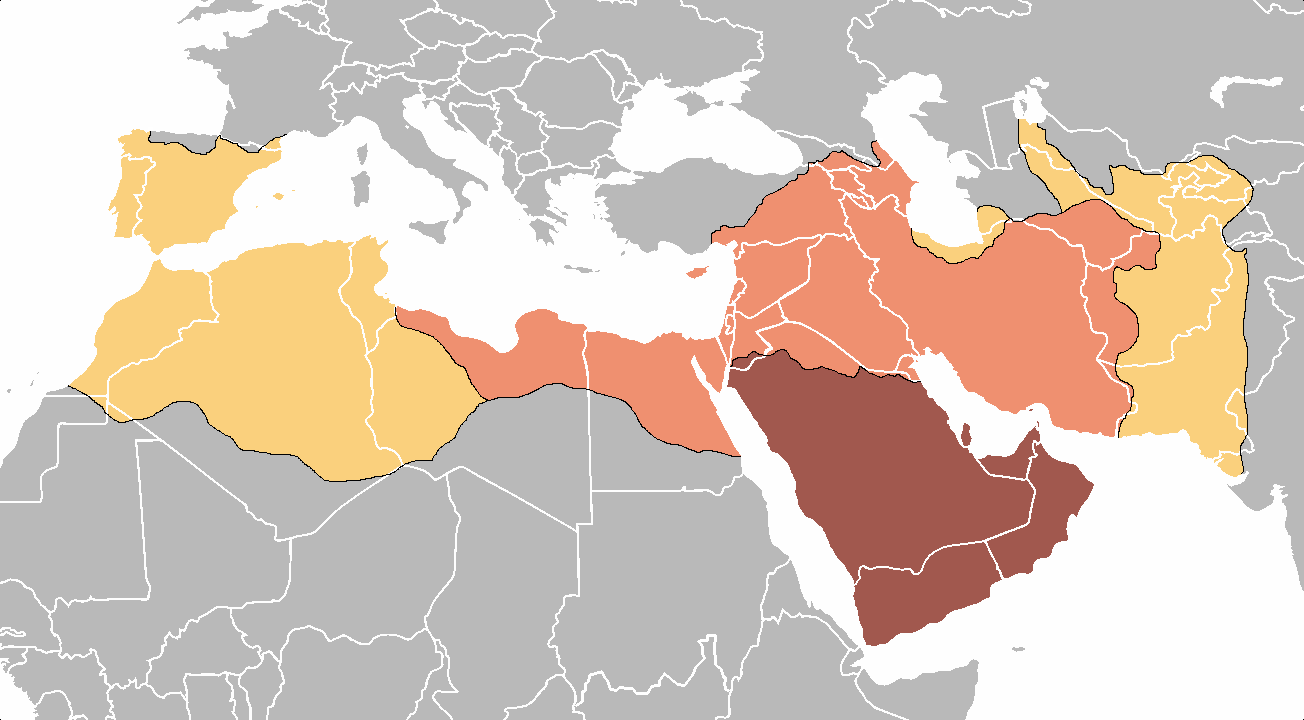
Ausdehnung der islamischen Welt
unter Mohammed, 622–632
unter den ersten Kalifen, 632–661
zur Zeit der Umayyaden, 661–750

Der sich seit dem 7. Jahrhundert ausbreitende Islam erreichte bis zum Ende des betrachteten Zeitraums einen großen Teil der damals in Europa, Afrika und Asien bekannten Welt. In den verschiedenen Regionen der islamischen Welt entwickelten sich im Verlauf der Zeit unterschiedliche medizinische Traditionen oder Schulen. Arabisch als gemeinsame Sprache der islamisch geprägten Zivilisation wurde auch von jüdischen, christlichen und anderen Ärzten benutzt und kennzeichnet die Medizin des islamischen Kulturraums, die deshalb auch als „arabische“ oder „arabisch-persische“ sowie „arabisch-islamische“ Medizin oder Heilkunde bezeichnet wird.
Die in arabischer Sprache aufgezeichnete Medizin der damaligen Zeit beeinflusste die Ärzte des westlichen Mittelalters, die die Werke der klassischen griechisch-römischen, vor allem galenischen, Medizin zunächst in arabischer Übersetzung kennenlernten. Die Vermittlung der arabischen Philosophie und Wissenschaft an das christliche Abendland erfolgte dabei häufig über jüdische Autoren. Erst im 12. Jahrhundert wurden diese Schriften ins Lateinische übersetzt, die gemeinsame Sprache der westeuropäischen Wissenschaft. Werke jüdischer und muslimischer Ärzte, wie der den Kenntnisstand seiner Zeit zusammenfassende Kanon der Medizin von Avicenna (980–1037), gehörten über Jahrhunderte zu den Standard-Lehrbüchern der Ärzte.
Die Autorität der mittelalterlichen Ärzte des islamischen Kulturkreises schwand erst im Zuge des Aufschwungs der naturwissenschaftlichen Forschung im Gefolge der Aufklärung. Ihre Gedanken zur Arzt-Patienten-Beziehung werden heute noch zitiert, ihr Andenken wird auch von Ärzten der Neuzeit respektvoll gewahrt.

## Geschichte

### Entstehung
Nur im Vorderen Orient bestand die Überlieferung der im Abendland bis ins 19. Jahrhundert grundlegenden „Viersäftelehre“ der Hippokrater und des Galenos ohne Unterbrechung. Sicher hatten die Araber gewisse Kenntnisse in der Medizin, bevor sie in Kontakt mit der griechisch-römischen medizinischen Überlieferung kamen. Die Namen einiger vor- und frühislamischer Ärzte sind bekannt, wenn auch nur wenig von ihrem Wissen überliefert ist. Grundlegend für eine auf der griechischen Naturphilosophie beruhenden arabischen Heilkunde war die Aristoteles-Rezeption durch die seit dem 3. Jahrhundert bestehende philosophisch-theologische Akademie in Gondeschapur, wo um 555 unter Chosrau Anuschirwān eine medizinische Fakultät entstand. Zu den ersten Vermittlern von griechischer Medizin, Naturkunde und Philosophie an den arabischen Kulturkreis gehörten ab etwa 600 die bis 489 in Edessa wirkenden Nestorianer, oft mehrsprachige Angehörige einer im oströmischen Reich, Syrien und Persien bzw. Iran verbreiteten christlichen Sekte. Neben Gondeschapur fand sich auch in Nisibis eine der syrische Übersetzungen anfertigenden christlich-persischen Schulen. Auch jüdischer Schulen und Gelehrte wirkten als Übersetzer, und später traten indische und ägyptische Elemente der arabischen Medizin hinzu. Um etwa 700 begann eine Periode der Rezeption griechischer Medizin, die bis etwa 900 andauerte. Historische Eckpunkte dieser Zeit waren ab 711 die Errichtung der arabischen Herrschaft in Spanien, die Entstehung des arabischen Weltreichs, 763 die Erhebung Bagdads zur Hauptstadt im Osten des Reiches unter den Abbasiden sowie die von 786 bis 809 dauernde Regierungszeit von Harun al-Raschid. Ab etwa 800 fanden sich Übersetzerzentren in Bagdad, Damaskus, Antiochia, Basra und Kairo.

#### aṭ-Ṭibb an-Nabawī – Die Prophetische Medizin

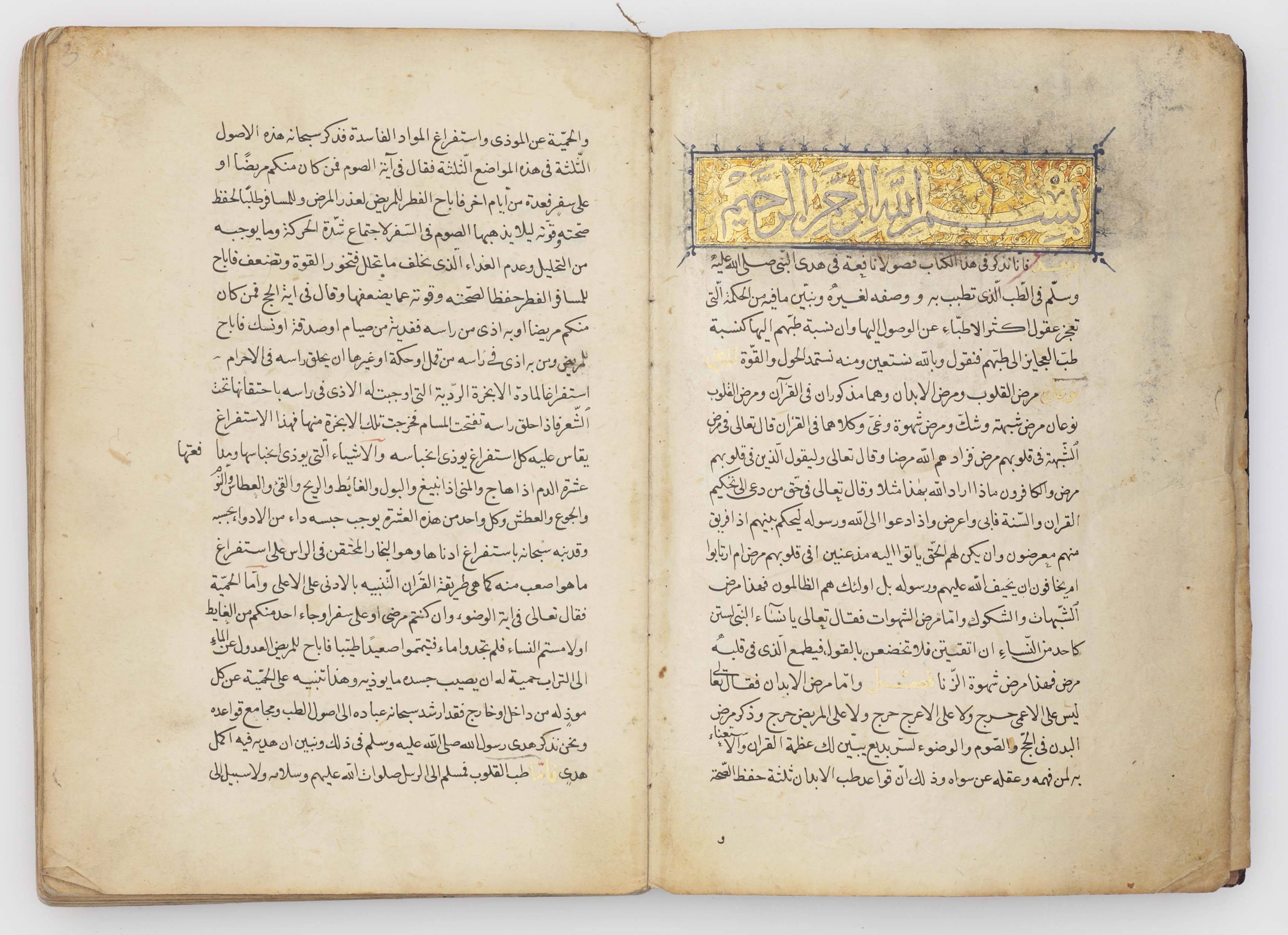
Manuskript der aṭ-Ṭibb an-Nabawī (Prophetische Medizin), hergestellt für den osmanischen Sultan Süleyman I.

Überlieferungen über Aussprüche und Lebensgewohnheiten des islamischen Propheten Mohammed wurden von den nachfolgenden Generationen teils in eigenen Aufzeichnungen, teils in der Überlieferung der Hadithe festgehalten. Unter dem Titel aṭ-Ṭibb an-Nabawī (arabisch الطب النبوي – „Die prophetische Medizin“) wurden diese Überlieferungen später gesammelt und als eigenständige Werke tradiert. Ibn Chaldūn gibt in seinem Werk Muqaddima einen Überblick, trennt die von ihm als Handwerk begriffene Medizin aber von den theologischen Wissenschaften:

„Du musst wissen, dass der Ursprung aller Krankheiten auf die Ernährung zurückgeht, wie der Prophet – Gott segne ihn und spende ihm Heil! – in der die gesamte Medizin umfassenden Überlieferung, wie sie unter Medizinern umgeht, sagt, wenn auch die Religionsgelehrten sie anfechten. Dies sind seine Worte: Der Magen ist das Haus der Krankheit und Enthaltung ist die Hauptmedizin. Die Ursache jeglicher Krankheit ist eine gestörte Verdauung.“

Einer Randbemerkung im Sahīh al-Buchārī, einer Hadith-Sammlung des Gelehrten al-Buchārī lässt sich entnehmen, dass es eine Aufzeichnung der medizinischen Aussprüche Mohammeds von seinem jüngeren Zeitgenossen Anas bin-Malik gegeben habe. Anas berichtet von zwei Ärzten, die ihn mit dem Brenneisen behandelt hätten, und erwähnt, dass der Prophet diese Behandlung in einem anderen Krankheitsfall vermeiden wollte und fragte, ob nicht andere wirksame Medikamente bekannt seien. Aus späterer Zeit ist überliefert, dass der Kalif ʿUthmān ibn ʿAffān seine Zähne mit Golddraht befestigte. Auch das Zähneputzen mit einem Hölzchen (Miswāk) wird als vorislamische Sitte erwähnt.
Die „Medizin des Propheten“ fand bei den klassischen Autoren der islamischen Medizin kaum Beachtung, lebte aber noch einige Jahrhunderte in der Materia medica fort, die zum Teil auf der Erfahrungsmedizin der Beduinen beruht. In seinem Kitab aṣ-Ṣaidana (Buch der Heilmittel) aus dem 10./11. Jahrhundert verweist al-Bīrūnī immer wieder auf Gedichtsammlungen und Werke, welche die Materia medica der alten Araber beschreiben und kommentieren.
Der berühmteste Arzt und Zeitgenosse des Propheten war al-Ḥariṯ ben-Kalada aṯ-Ṯaqafī. Er soll mit der persischen Akademie von Gundischapur in Verbindung gestanden, vielleicht sogar dort studiert haben. Die Quellen dokumentieren ein Gespräch über medizinische Dinge mit Chosrau I. Anuschirwan. Auf Mohammeds eigenen Wunsch soll ben-Kalada einen der Prophetengefährten (Sahāba) behandelt haben, so dass davon auszugehen ist, dass auch Mohammed den Ruf der Akademie kannte und sich dort ausgebildeter Ärzte bediente.

#### Frühe Ärzte unter islamischer Herrschaft
Wahrscheinlich kam der erste Kontakt mit antikem oder späthellenistischem Wissen nicht durch Übersetzungen, sondern durch direkten Kontakt mit Ärzten zustande, die in den neu eroberten Gebieten praktizierten. Die Verlegung der Hauptstadt nach Damaskus mag den Kontakt erleichtert haben. Die Namen zweier christlicher Ärzte sind aus der frühislamischen Zeit überliefert: Am Hof des Umayyadenkalifen Muʿāwiya I. wirkte Ibn Aṯāl als Leibarzt. Der Kalif missbrauchte seine Kenntnisse, um sich einiger seiner Feinde durch Gift zu entledigen. Im Dienst Muʿāwiyas stand auch Abu l-Ḥakam, der für die Zubereitung von Arzneien zuständig war. Sohn, Enkel und Urenkel des Abu l-Ḥakam waren ebenfalls an den Höfen der Umayyaden- und Abbasidenkalifen tätig.
Diese und weitere Quellen bezeugen, dass schon zur Umayydenzeit eine intensive Beschäftigung mit der Medizin stattgefunden hat. Das medizinische Wissen hat sehr wahrscheinlich von Alexandria aus, vielleicht vermittelt durch syrische Gelehrte oder Übersetzer, Eingang in die entstehende Kultur der islamischen Welt gefunden.

### 7.–9. Jahrhundert: Aufnahme und Aneignung

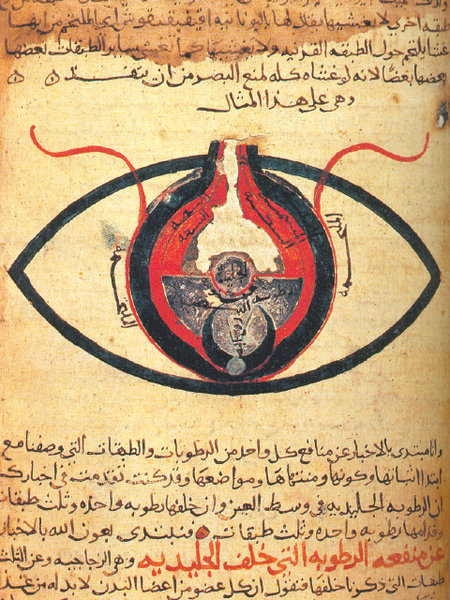
Darstellung des menschlichen Auges nach Hunain ibn Ishāq, aus einem Manuskript um 1200.

Nur wenige Quellen geben Auskunft darüber, woher die expandierende islamische Gemeinschaft ihr medizinisches Wissen bezog. Von Abū Ramṯa ist überliefert, dass er nach Ägypten gereist war. Ein Arzt aus dem irakischen Kufa namens Abdalmalik ben Abgar al-Kinānī soll in vorislamischer Zeit in Alexandria tätig gewesen sein und sich dann dem späteren Kalifen ʿUmar ibn ʿAbd al-ʿAzīz angeschlossen haben. ʿUmar verlegte schließlich die Medizinschule von Alexandria nach Antiochia. Bekannt ist ebenfalls, dass Angehörige der Medizinschule von Gundischapur nach Damaskus reisten. Dennoch blieb diese Schule bis in die Zeit der Abbasidenkalifen aktiv.
Von Bedeutung für die Erforschung der frühen islamischen bzw. arabischen Medizin ist das Buch der Gifte, geschrieben in der zweiten Hälfte des 8. Jahrhunderts von einem Arzt namens Dschābir ibn Hayyān (Gābir). Dieser stützte sich allein auf die ihm zugängliche medizinische Literatur in arabischer Übersetzung. Überwiegend zitiert er Hippokrates, Platon, Galen, Pythagoras und Aristoteles, nur die Namen einiger Drogen und Arzneipflanzen sind dem Persischen entnommen.
Im Jahr 825 gründete der Abbasiden-Kalif al-Ma'mūn das Haus der Weisheit (arabisch بيت الحكمة Bayt al-Hikma, DMG bait al-ḥikma) in Bagdad nach dem Vorbild der Akademie von Gundischapur. Unter der Leitung des christlichen Arztes Hunain ibn Ishāq und mit Hilfe aus Byzanz wurden alle auffindbaren Werke der Antike übersetzt, unter anderem von Galen, Hippokrates, Platon, Aristoteles, Ptolemäus oder Archimedes. Auch Hunains Sohn Ishāq ibn Hunain arbeitete hier als Übersetzer von Euklids Elementen mit dem ebenfalls dort wirkenden Mathematiker und Astronomen Thabit ibn Qurra. Im Haus der Weisheit wirkten auch al-Abbas ibn Said al-Dschauhari, der Philosoph al-Kindī, die Banū-Mūsā-Brüder und der Mathematiker al-Chwarizmi. Dem Haus war auch ein Krankenhaus angeschlossen. Zu weiteren bedeutenden arabischen Ärzten, Übersetzern und Verfassern medizinischer Schriften des 8. und 9. Jahrhunderts gehört auch der Christ Gabriel ibn Bochtischu.
Man geht heute davon aus, dass sich die frühe islamische bzw. arabische Medizin im Wesentlichen direkt aus den griechischen Quellen der Schule von Alexandria in arabischer Übersetzung informiert hat; der Einfluss der persischen Schule scheint zumindest auf die Medizintheorie weniger ausgeprägt gewesen zu sein, obwohl die persischen Ärzte die antike Literatur ebenfalls kannten. Hauptzentren der Übersetzertätigkeit sowie des wissenschaftlichen Lebens und der medizinisch-philosophischen Schulen, denen zum Teil auch Krankenhäuser für den praktischen Unterricht zur Verfügung standen, waren Damaskus, Basra, Kufa, Antiochien, Harran und Bagdad.

### 10. Jahrhundert
Ihre erste Blüte erreichte die arabische Medizin im 10. Jahrhundert. Zu den berühmten, in arabischer Sprache publizierenden, Ärzten dieser Zeit gehörten:
- Rhazes (genannt auch Rasis; 864–925); Liber continens, Liber medicinalis
- Haly Abbas; Liber regalis
- Isaak Judaeus (840/850–932); Bücher über Medizintheorie, Diät, Uroskopie und Fieber
- Abulcasis (936–1013); andalusischer Arzt und Wissenschaftler[26]
- Avicenna (980–1037); Canon medicinae

Der Canon medicinae von Avicenna wurde wegen seiner geschlossenen und einheitlichen Darstellung das grundlegende medizinische Werk des Mittelalters.

### 11.–13. Jahrhundert
Über Nordafrika erreichte der Islam das heutige Spanien. In Córdoba befand sich ein kulturelles Zentrum, in dem die angesehensten Universitäten des zehnten Jahrhunderts bestanden, außerdem 70 öffentliche Bibliotheken und 50 Krankenhäuser. Hier fand der erste friedliche Zusammenschluss islamischer, jüdischer und christlicher Tradition zum Nutzen der Medizin statt.
Im elften und zwölften Jahrhundert entfaltete sich im islamisch beherrschten Spanien („al-Andalus“) eine Medizin, die sich durch mehr Eigenständigkeit in Theorie und Praxis auszeichnete, insbesondere in den Bereichen Medizintheorie, Botanik, Diätetik, Drogenkunde, Materia medica und Chirurgie. Zu den bedeutendsten Vertretern zählen:
- Abulcasis (936–1013); auf dem Gebiet der Chirurgie
- Ibn Wafid (um 1000–um 1075); auf dem Gebiet der Pharmazie bzw. Pharmakologie
- Ibn Zuhr (1092–1161)
- Averroes (Ibn Ruschd, 1126–1198), ein andalusischer, auf Grundlage des Aristoteles arbeitender Medizinphilosoph
- Maimonides (1135/1138–1204)
- Abu Muhammad ibn al-Baitar
- Ibn an-Nafīs
- Ibn Abī Usaibiʿa

### Antike und späthellenistische Medizin

#### Antike Quellen
Einzelne Werke und Zusammenstellungen antiker medizinischer Werke von verschiedenen arabischen Übersetzern sind schon aus dem 7. Jahrhundert bekannt. Eine wesentliche Rolle bei der Übersetzung der antiken Autoren hatte Hunain ibn Ishāq, der Leiter der Übersetzergruppe im Haus der Weisheit in Bagdad. Neben den großen medizinischen Werken des Hippokrates und Galenos wurden Werke des Pythagoras von Samos, Akron von Agrigent, Demokrit, Polybos, Diogenes von Apollonia, die Platon zugeschriebenen medizinischen Schriften, Aristoteles, Mnesitheos von Athen, Xenokrates, Pedanios Dioskurides, Soranos von Ephesos, Archigenes, Antyllos, Rufus von Ephesos direkt übersetzt, andere Werke wie die des Erasistratos waren durch Zitate in Galens Werken bekannt.

#### Späthellenistische Quellen
Die Werke des Oreibasios, Leibarzt des römischen Kaisers Julian, der im 4. Jahrhundert n. Chr. lebte, waren gut bekannt und wurden besonders von Rhazes ausführlich zitiert. Die Werke des Philagrius, ebenfalls aus dem 4. Jahrhundert, sind uns heute nur noch in Zitaten islamischer Ärzte bekannt. Dem Philosophen und Arzt Johannes Grammaticus aus dem 6. Jahrhundert wird von Rhazes 400 Jahre später die Rolle eines Kommentators der „Summaria Alexandrinorum“, einer stark durch abergläubische Vorstellungen geprägten Zusammenfassung der 16 Bücher des Galen, zugeschrieben. Ebenfalls an den „Summaria“ beteiligt und den arabischen Ärzten bekannt waren Gessios von Petra und Palladios. Der römische Arzt Alexander von Tralleis (6. Jahrhundert) wird von Rhazes zitiert, um seine Kritik an Galen zu stützen. Die Werke des Aëtios von Amida sind erst zu späterer Zeit in der islamischen Medizin bekannt geworden, sie werden weder von Rhazes noch von Ibn an-Nadīm zitiert und erstmals von al-Bīrūnī im Kitab as-Saidana erwähnt, übersetzt von Ibn al-Hammar im 10. Jahrhundert.
Eines der ersten Bücher, die aus dem griechischen Original zunächst ins Syrische, und dann zur Zeit des vierten Umayyadenkalifen Marwan I. von Māsarĝawai al-Basrĩ ins Arabische übersetzt wurden, war das medizinische Kompendium Kunnāš von Ahron aus dem 6. Jahrhundert. Später hat auch Hunain ibn Ishāq eine Übersetzung angefertigt.
Der Arzt Paulos von Aigina lebte zur Zeit der arabischen Eroberung in Alexandria. Seine Werke scheinen von den frühen arabischen Ärzten als eine der wichtigsten Quellen benutzt worden zu sein und wurden von Rhazes bis zu Avicenna häufig zitiert. Mit Paulos gewinnt die arabische Medizin unmittelbar Anschluss an die späthellenistische Epoche.

#### Hippokrates-Übersetzungen
Die teils legendenhafte Lebensgeschichte des Hippokrates von Kos war auch den frühen islamischen Ärzten bekannt, ebenso die Tatsache, dass es mehrere Ärzte dieses Namens gab: Ibn an-Nadīm überliefert eine kurze Abhandlung des Thabit ibn Qurra (836–901) über „al-Buqratun“, „die Hippokratese“. Schon vor den Übersetzungen Hunain ibn Ishāqs müssen eine Reihe seiner Bücher in Übersetzungen vorgelegen haben, denn um 872 stellte der Historiker al-Yaʿqūbī eine Liste von Werken des Hippokrates auf, denen oft ein Überblick über den Inhalt, Zitate, oder der ganze Text zugeordnet ist. Die Namen weiterer früher Übersetzer sind aus den Schriften Ibn an-Nadīms überliefert. Von al-Kindī ist eine Abhandlung „at-Tibb al-Buqrati“ (Die Medizin des Hippokrates) bekannt, sein Zeitgenosse Hunain ibn Ishāq übersetzte Galens Kommentare zu Hippokrates. Der erste Arzt, der die Schriften des Hippokrates zum Aufbau seines eigenen medizinischen Systems heranzog, ist Rhazes. At-Tabarī behauptete von sich, die hippokratische Lehre in seinem Werk „al-Muʾālaḡāt al-buqrāṭīya“ besser dargestellt zu haben. Die Schriften des Hippokrates wurden während der ganzen folgenden Zeit immer wieder zitiert und diskutiert.

#### Galen-Übersetzungen
Neben Aristoteles ist Galen einer der bekanntesten antiken Gelehrten. Mehrere seiner verlorenen Werke und Einzelheiten seiner eigenen Lebensbeschreibung sind uns nur aus den Schriften der arabischen Ärzte bekannt. Schon in Dschābir ibn Hayyāns Schriften werden wiederholt Buchtitel von Galen zitiert, die aus frühen Übersetzungen einzelner Werke stammen. Auch der Historiker Al-Yaʾqūbī führt um 872 n. Chr. einige Werke Galens an, deren Titel sich von den von Hunain ibn Ishāq gewählten unterscheiden, sehr wahrscheinlich also früheren Übersetzern zu verdanken sind. In Hunains Kommentaren finden sich häufig Bemerkungen der Art, dass er die Arbeit früherer Übersetzer für unzureichend hielt und die Texte neu übersetzt habe. Es wird angenommen, dass einige Schriften Galens schon vor der Mitte des 8. Jahrhunderts übersetzt waren, wahrscheinlich aus dem Syrischen, vielleicht auch aus dem Persischen.
Hunain ibn Ishāq und sein jüngerer Zeitgenosse Tabit ben-Qurra haben als Übersetzer und Kommentatoren Galens große Bedeutung in der arabischen Medizin. In zahlreichen Werken versuchten sie, das in den galenischen Schriften wiedergegebene medizinische System zusammenzufassen, zu ordnen, und somit der medizinischen Lehre ihrer Zeit hinzuzufügen. Beginnend mit Gabīr im 8. Jahrhundert, besonders deutlich in Rhazes' Abhandlung über das Sehen, setzt die Kritik an Galens Auffassungen ein. Im 10. Jahrhundert schließlich schreibt ʾAli b. al-ʾAbbas al-Maĝūsī:

„Was den großen und hervorragenden Galen angeht, so hat er zahlreiche Werke verfasst, von denen jedes nur einen der Teile dieser Wissenschaft umfasst. Bei ihm finden sich aber Längen und Wiederholungen in der Aufstellung seiner Darlegungen und Beweise […]. Keins seiner Bücher kann ich […] als vollständig betrachten.“

### Syrische und persische Medizin

#### Syrische Quellen
Eine wichtige Quelle für unser Wissen ist Ibn Wahshiyya, der Schriften der Nabatäer überlieferte. Uns bekannt ist auch der syrische Gelehrte Sergius von Rešʾainā, der zahlreiche Schriften von Hippokrates und Galen übersetzt hat, von denen die Teile 6–8 eines pharmakologischen Werks („περ`ι κράσεως κα`ι δυνάμεως των ῾απλω φαρμάκων“) sowie fragmentarisch der „τέχνη ᾽ιατρική“ und „περ`ι τροφων δυνάμεων“ von Galen erhalten sind. Hunain ibn Ishāq hat einen Teil dieser Übersetzungen verbessert und ins Arabische übersetzt. Ein erhaltenes, anonymes syrisches Werk hatte im 9. Jahrhundert Einfluss auf die arabisch schreibenden Ärzte ʿAlī ibn Sahl Rabban at-Tabarī und Yuhanna ibn Masawaih.
Die früheste bekannte Übersetzung aus dem Syrischen ist das (aus dem Griechischen übersetzte) Kunnāš des Gelehrten Ahron, schon im 7. (1. islamischen) Jahrhundert von Māsarĝawai al-Basrĩ ins Arabische übertragen. Syrische Ärzte spielten in der Akademie von Gundischapur eine bedeutende Rolle. Ihre Namen sind uns durch ihre Tätigkeit am Hof der ersten Abbasiden bekannt.

#### Persische Quellen
Eine wichtige Rolle bei der Vermittlung persischen medizinischen Wissens spielt wiederum die Akademie von Gundischapur. Laut Gregorius Bar-Hebraeus gegründet von dem Sassaniden Schapur I. im 3. Jahrhundert n. Chr., spielte sie eine wichtige Rolle bei der Begegnung der griechischen mit der altindischen Medizin und vermittelte über in Gundischapur ausgebildete arabische Ärzte auch den Kontakt zur arabischen Medizin. Bedeutend ist der erhaltene Traktat Abdāl al-adwiya des christlichen Arztes Māsarĝawai (nicht zu verwechseln mit dem jüdischen Arzt und Übersetzer M. al-Basrĩ), dessen erster Satz lautet:

„Dies sind die Medikamente, die von griechischen, indischen, und persischen Ärzten geführt und gelehrt worden sind.“

Bei der Untersuchung des Firdaus al-Hikma von at-Tabarī betont Meyerhof, dass unter seinen Fachausdrücken, besonders unter den Krankheitsnamen, nur wenige persische zu finden seien. Dagegen seien zahlreiche persische Medikamentennamen in die arabische Fachsprache übernommen worden. Auch Rhazes stützt sich selten auf persische Begriffe und zitiert nur die persischen Werke Kunnāš fārisi und al-Filāha al-fārisiya.

### Indische Medizin
Indische Werke zur Astronomie wurden schon zur Zeit des Abbasidenkalifen al-Mansur von Yaqūb ibn Tāriq und Muhammad al-Fazari ins Arabische übersetzt. Spätestens unter Hārūn ar-Raschīd entstanden Übersetzungen indischer Werke über Medizin und Pharmakologie. Ibn an-Nadīm überlieferte uns in einem Kapitel über die indische Medizin auch die Namen dreier Übersetzer: Mankah, Ibn Dahn, und ʾAbdallah ibn ʾAlī. Yuhanna ibn Masawaih zitiert ein indisches Werk in seiner Abhandlung über Augenheilkunde.
ʿAlī ibn Sahl Rabban at-Tabarī widmet die letzten 36 Kapitel seines Firdaus al-Hikmah der indischen Medizin und zitiert darin Werke von Sushruta, Charaka, sowie das Ashtanga Hridaya. Auch Rhazes zitiert in al-Hawi und im Kitab al-Mansuri Sushruta und Charaka neben anderen, ihm unbekannten Autoren, deren Werke er nur als min kitab al-Hind, „ein indisches Buch“ anführt.
Nach Meinung Max Meyerhofs hat die indische Medizin hauptsächlich die arabische Medikamentenlehre beeinflusst, da in den arabischen Werken viele indische Namen von Pflanzen und Drogen vorkommen, die der griechischen Tradition unbekannt seien. Während die Syrer das Wissen der griechischen Medizin vermittelten, waren wohl persische Ärzte der Schule von Gundischapur (die ebenfalls zum Teil syrischen Ursprungs war) die ersten Vermittler zwischen der indischen und der arabischen Medizin.
Im 11. Jahrhundert schreibt al-Bīrūnī, der auch eine Geschichte Indiens (Kitab Tarich al-Hind) verfasste, in seinem Kitab as-Ṣaidana (Buch der Arzneilehre):

„Im Osten gibt es kein einziges Volk, das zur Wissenschaft hinneigt, außer den Indern; aber diese Fächer im Besonderen (d. h. die Medizin) sind bei ihnen auf Grundlagen begründet, welche den uns gewohnten Regeln der Abendländer entgegengesetzt sind. Außerdem hebt der Gegensatz zwischen uns und ihnen in Sprache, Religion, Sitten und Gewohnheiten und ihre übermäßige Ängstlichkeit in Bezug auf Reinheit und Unreinheit die Annäherung auf und schneidet die Handhabe der gegenseitigen Auseinandersetzung ab.“

## Systematische Lehrwerke

### „Schatz des Königs von Chwarizm“ von Ismaʿil al-Dschurdschānī
Der „Schatz des Königs von Chwarizm“ (Daḫirē-ye Ḫārazmšāhī) ist das erste systematische medizinische Werk in persischer Sprache und umfasst 10 Bücher. Es behandelt Themen aus den Bereichen Physiologie, Hygiene, Diagnose und Prognose, Fieber, Pest, Pocken und andere Krankheiten, spezielle Pathologie, Chirurgie, Dermatologie, Toxikologie und Pharmakologie bzw. Pharmazie. Sein Verfasser, der persische Arzt Ismaʿil al-Dschurdschānī starb 1136. Von ihm ist auch ein weiteres, aus zehn Abhandlungen bestehendes medizinisches Werk überliefert, die „Quintessenz der Medizin“ (Zubdat-itibb).

### „Paradies der Weisheit“ von at-Tabarī
Das erste enzyklopädische Lehrwerk der Medizin in arabischer Sprache ist das „Paradies der Weisheit“ (Firdaus al-Hikmah oder Al-Kunnasch) von ʿAlī ibn Sahl Rabban at-Tabarī, eine 860 in syrisch-arabisch und persisch geschriebenen Systematik der Medizin in sieben Teilen. Das Buch hatte im Westen wenig Einfluss und wurde nicht vor dem 20. Jahrhundert gedruckt. Mohammed Zubair Siddiqui gab die fünf überlieferten Teile heraus. Es ist das erste Werk, in dem die Kinderheilkunde und die Entwicklung des Kindes eigenständig beschrieben werden, sowie Ansätze einer Psychologie und psychologischen Therapie. Das Werk zeigt Einflüsse der altindischen Medizin, wie in den Werken Sushrutas und Charakas festgehalten, und der islamischen Philosophie. Im Gegensatz zu seinen Zeitgenossen beharrt at-Tabarī darauf, dass es starke Verbindungen zwischen Körper und Seele gibt, die der Arzt bei der Behandlung von Patienten berücksichtigen muss.

### „Buch der Medizin“ von Rhazes
Muhammad ibn Zakarīyā ar-Rāzī (lateinisch Rhazes) schrieb sein wichtigstes Werk „Traktat der Medizin“ im 9. Jahrhundert. Ar-Razī hat darin klinische Fälle aus seiner persönlichen Erfahrung festgehalten. Mit seiner detaillierten Beschreibung des Verlaufs der Pocken- und Masernkrankheit, der Appendizitis und der während der Schwangerschaft auftretenden Eklampsie gewann er auch im europäischen Kulturkreis Einfluss in der medizinischen Lehre. Auch ar-Rāzī betont die Notwendigkeit einer seelischen Betreuung der Kranken.

### „Liber regalis“ von Haly Abbas
ʿAli ibn al-ʿAbbas al-Madschūsi (lateinisch Haly Abbas) schrieb um 980 sein „Vollständiges Buch von der ärztlichen Kunst“ (arabisch كتاب كامل الصناعة الطبية, DMG Kitāb Kāmil aṣ-Ṣināʿa aṭ-Ṭibbiyya). Er widmete es seinem königlichen Gönner Adud ad-Daula, weswegen es auch unter dem Namen „Das königliche Buch“ (arabisch كتاب الملكي, DMG Kitāb al-Malakī, in Europa lateinisch „Liber regalis“ oder „Regalis dispositio“) bekannt wurde. Der Liber regalis ist in 20 Diskurse unterteilt, deren erste 10 die Theorie, die weiteren 10 praktische Themen behandeln. Hierunter befinden sich auch Abhandlungen zur Diätetik und zur Arzneimittellehre, Ansätze zum Verständnis des Kapillarsystems und eine exaktere Beschreibung des Geburtsvorgangs.
In Europa wurde das Werk um 1087 von Constantinus Africanus in Teilen ins Lateinische übersetzt. Dieser Liber pantegni war einer der Texte, die an der Schola Medica Salernitana in Salerno auf dem Lehrplan standen. Eine vollständigere und genauere Übersetzung wurde 1127 von Stephan von Antiochia angefertigt, die weit verbreitet war und noch 1492 und 1523 in Venedig gedruckt wurde.

### „Buch der Methode“ von Abulcasis
Abu l-Qasim Chalaf ibn al-Abbas az-Zahrawi (lateinisch Abulcasis) wird als der „Vater der modernen Chirurgie“ angesehen. Sein 30-bändiges „Buch der (medizinischen) Methode“ (arabisch كتاب التصريف, DMG Kitāb at-Taṣrīf oder at-Tasrif) behandelt eine breite Auswahl an medizinischen Themen, u. a. Zahnmedizin und Geburt. Er schrieb darin auch über die Wichtigkeit einer positiven Patient-Arzt-Beziehung und betonte auch, wie wichtig es sei, alle Patienten ohne Ansicht ihres gesellschaftlichen Rangs zu behandeln. Er fordert die aufmerksame Beobachtung von individuellen Fällen, um die bestmögliche Diagnose und die beste Behandlung sicherzustellen.
„At-Tasrif“ wurde im 12. Jahrhundert von Gerhard von Cremona ins Lateinische übersetzt und illustriert. Etwa fünf Jahrhunderte lang war es eine der Hauptquellen des mittelalterlichen medizinischen Wissens in Europa und diente als Lehrbuch für Ärzte und Chirurgen. Abulkasis at-Tasrif beschreibt erstmals die später von Theodor Kocher publizierte Methode zur Behandlung einer Schulterluxation und die „Walcher-Lage“ in der Geburtshilfe. At-Tasrif beschreibt die Kauterisation und das Abbinden von Blutgefäßen lange vor Ambroise Paré und war das erste überlieferte Buch, das verschiedene chirurgische Geräte darstellte und beschrieb, sowie die Erblichkeit der Hämophilie erklärte.

### Kanon der Medizin und andere Werke Avicennas
Avicenna (Ibn Sina, 980–1037) war ein Philosoph der hanafitischen und muʿtazilistischen Schule und einer der bedeutendsten Ärzte, Denker und Forscher der Medizingeschichte. Seine medizinische Enzyklopädie, der Kanon der Medizin (arabisch القانون في الطب, DMG al-Qānūn fī ṭ-Ṭibb; lateinisch Canon medicinae), um 1020 geschrieben, wurde im 12. Jahrhundert von Gerhard von Cremona ins Lateinische übersetzt. Das Werk, von dem 1470 im gesamten Abendland 15–30 lateinische Ausgaben existierten, galt bis ins 17. Jahrhundert als wichtiges Lehrbuch der Medizin. 1493 erschien es in Neapel in einer hebräischen Fassung, 1593 wurde es als eines der ersten persischen Werke in Rom in arabischer Sprache gedruckt. 1650 wurde der „Kanon“ zum letzten Mal an den Universitäten von Löwen und Montpellier benutzt.
Avicenna schrieb ein „Buch von der Heilung der Seele“, tatsächlich eher eine umfassendere Abhandlung über Wissenschaft und Philosophie, und 15 weitere medizinische Werke, von denen acht in Versen geschrieben sind. Unter anderem beschrieb er die 25 Zeichen der Erkennung von Krankheiten, hygienische Regeln, eine detaillierte Materia medica sowie Regeln für die Prüfung der Wirksamkeit von Arzneimitteln und anatomische Notizen. Er befasste sich mit Embryologie, entdeckte die ansteckende Natur mancher Krankheiten wie der Tuberkulose und führte die Methode der Quarantäne ein, um die Gesunden vor Ansteckung zu schützen.

### „Buch der Arzneimittel“ von al-Bīrūnī
Das „Buch der Arzneimittel“ (Kitāb aṣ-Ṣaidala) von al-Bīrūnī ist eine umfassende medizinische Enzyklopädie, die eine Synthese zwischen der islamischen und der altindischen Medizin anstrebte. In diesem Werk werden erstmals auch Siamesische Zwillinge beschrieben.

### „Gesamtwerk der Medizin“ von Ibn an-Nafis

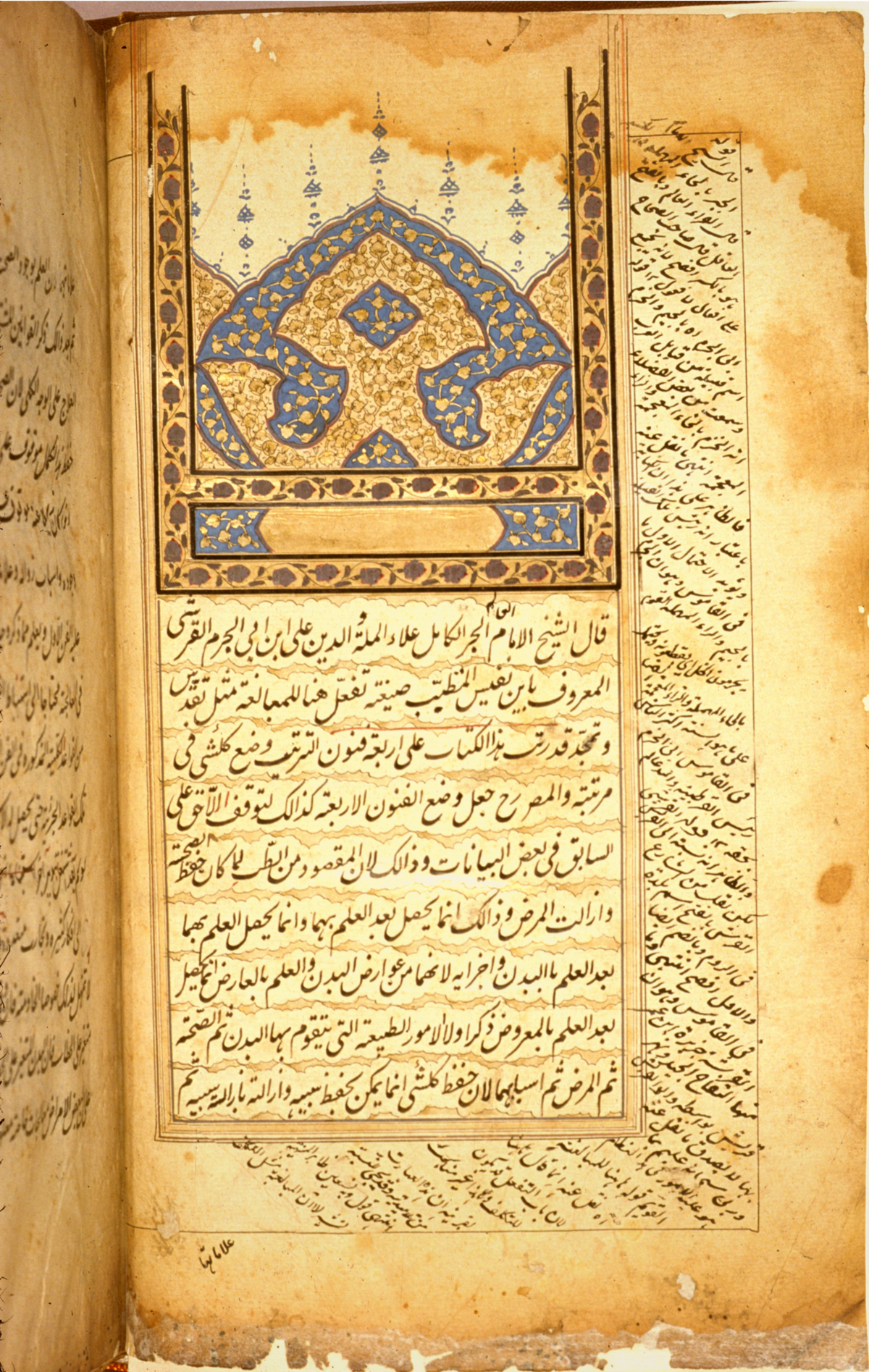
Seite aus dem Lehrbuch von Ibn an-Nafis, 17. oder 18. Jh.

Ibn an-Nafīs (1213–1288) schrieb sein „Gesamtwerk der Medizin“ (arabisch الشامل في الصناعة الطبية, DMG aš-Šāmil fī ṣ-Ṣināʿa aṭ-Ṭibbiyya) im 13. Jahrhundert. Bis zu seinem Tod im Jahr 1288 hatte er 30 Bände fertiggestellt, von denen nur ein kleiner Teil erhalten geblieben ist. In der islamischen Medizin ersetzte das Werk den „Kanon“ des Avicenna, arabische Biografen des 13. Jahrhunderts hielten ihn für einen „zweiten Avicenna“ oder gestanden ihm sogar einen höheren Rang zu. Aus heutiger Sicht besteht die größte wissenschaftliche Leistung Ibn an-Nafis in der theoretischen Erklärung des Lungenkreislaufs.

### „Chirurgie des Reichs“ von Sabuncuoğlu Şerefeddin
Die letzte in der mittelalterlichen islamischen Medizin erschienene Enzyklopädie, und zugleich das erste in osmanisch-türkischer Sprache geschriebene illustrierte Lehrbuch war die „Chirurgie des Reichs“ (Cerrahiyyetu'l-Haniyye) von Sabuncuoğlu Şerefeddin, geschrieben 1465. Drei originale handgeschriebene Manuskripte sind erhalten, zwei davon werden Sabuncuoğlu selbst zugeschrieben. Eine befindet sich in der Fatah Millet-Bücherei in Istanbul, eine im Capa Medical History Department der Universität Istanbul, die dritte wird in der Bibliothèque nationale de France in Paris aufbewahrt.
Die „Chirurgie des Reichs“ beruhte im Wesentlichen auf dem Kitāb at-Taṣrīf von Abulcasis. Eine eigenständige wissenschaftliche Leistung stellt aus heutiger Sicht die wahrscheinliche Erkenntnis des Pneumothorax und seiner Behandlung dar. Weiter beschreibt Sabuncuoğlu die Ligatur der Schläfenarterie zur Behandlung der Migräne. In den Abschnitten über Neurochirurgie sind erstmals auch Frauen als Chirurginnen abgebildet.

## Vorstellung von Bau und Funktion des menschlichen Körpers

### Die antike Tradition nach Galenos von Pergamon

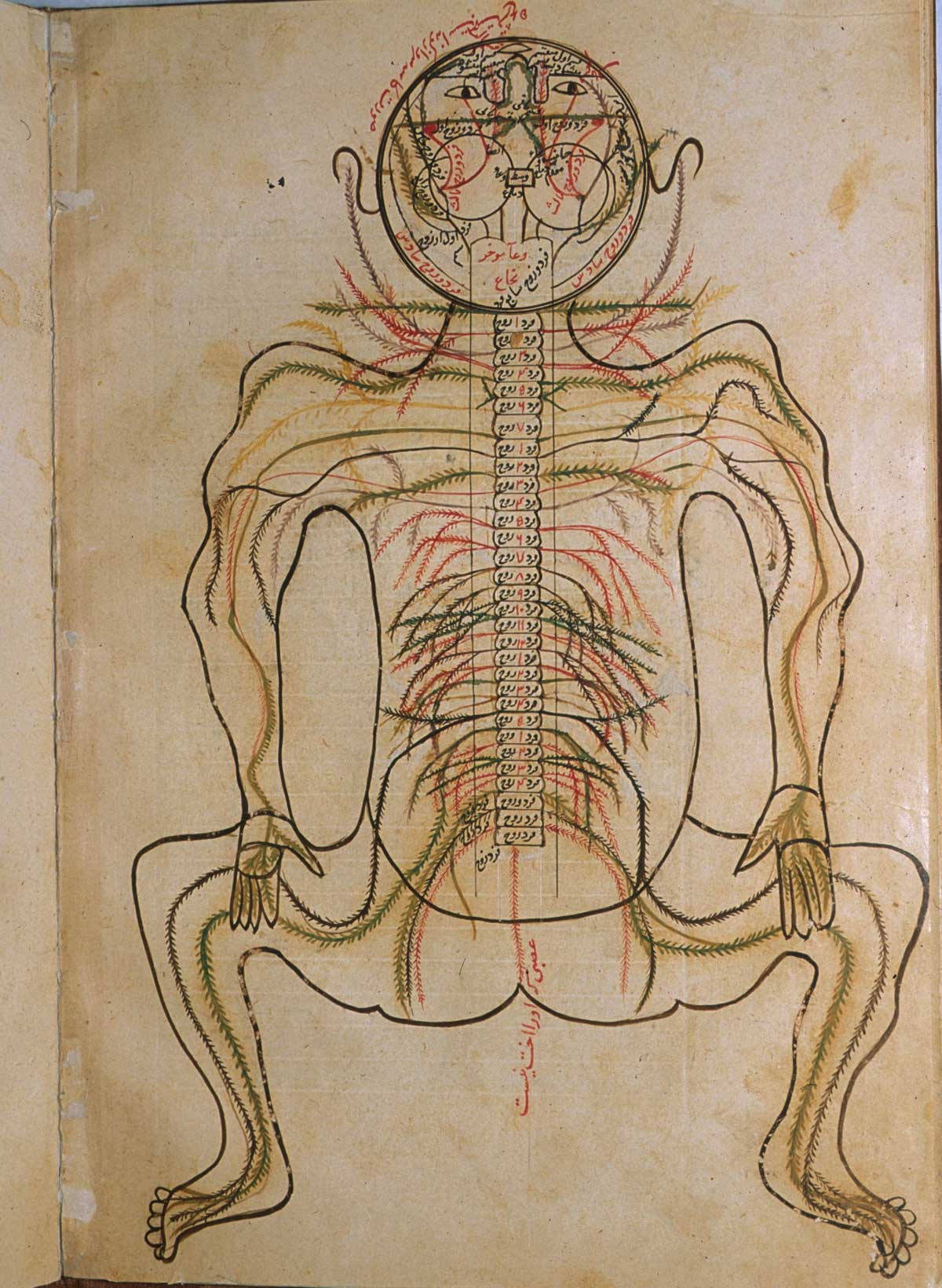
Mansur ibn Ilyas:. Manuskript, ca. 1450, U.S. National Library of Medicine.

Aus der antiken Medizin waren zwei unterschiedliche Traditionen überliefert, die von Galenos von Pergamon im 2. Jahrhundert zu einem schlüssigen Begriffssystem von Bau und Funktion des menschlichen Körpers und der Ursache seiner Krankheiten zusammengefasst wurden.
- Mit dem Aufbau des menschlichen Körpers, und der Entstehung von Krankheit infolge anatomischer Veränderungen von Organen beschäftigt sich die „dogmatische“ Tradition, die auf die anatomische Schule von Alexandria im 3. Jahrhundert v. Chr. zurückgeht. Die Ärzte Herophilos von Chalkedon und Erasistratos waren möglicherweise die Ersten, die je einen Menschen seziert haben. Die Anatomenschule von Alexandria entwickelte eine eigene Bildtradition der anatomischen Abbildung: Der menschliche Körper wird frontal auf dem Rücken liegend mit seitlich gespreizten und angewinkelten Beinen dargestellt, die Hände auf den Oberschenkeln ruhend. Diese Bildtradition wird von den Ärzten der islamischen Welt übernommen.[54]
- Die „empirische“ Tradition, begründet von Hippokrates (um 400 v. Chr.), leitete Krankheit aus der Analyse von Symptomen her. Die Diagnose wurde nicht anhand anatomischer Beobachtungen gestellt, sondern auf dem Hintergrund der Humoralpathologie verstanden, wonach Gleichgewicht der vier Säfte Gesundheit, Ungleichgewicht Krankheit bedeutet.

Es war nicht üblich, und aus religiösen Gründen in allen Gesellschaften der mittelalterlichen Welt verboten, menschliche Körper zu sezieren, um genaue eigene Kenntnisse von der menschlichen Anatomie zu erhalten. Die Vorstellung vom Bau des menschlichen Körpers folgte daher traditionell der Autorität des Galenos von Pergamon, der die Ergebnisse seiner Sektionen von Tieren auf den Menschen übertragen hatte. Sein Werk wurde im 9. Jahrhundert von Hunain ibn Ishāq (808–873) ins Syrische und Arabische übersetzt, im 10. Jahrhundert erstellte Rhazes eine ausführliche Übersetzung des Gesamtwerks von Galen.

### Weiterentwicklung: Rhazes und Ibn an-Nafis
Schon im 10. Jahrhundert äußerten einzelne Ärzte Zweifel an den Theorien Galens. Durch eigene empirische Experimente kam Muhammad ibn Zakarīyā ar-Rāzī, bekannt auch unter seinem lateinischen Namen Rhazes, zu der Ansicht, dass einige Theorien des Galen nicht korrekt sein konnten. Alchemistische Versuche, publiziert im Buch des Geheimnisses der Geheimnisse (Kitāb Sirr al-asrār), führten ihn auch zum Zweifel an der aristotelischen Lehre von den Vier Elementen und somit an den Grundlagen der Medizin seiner Zeit.
Der um 1260–1288 in Kairo praktizierende Chefarzt des Nassiri-Krankenhauses, der Universalgelehrte Ibn an-Nafīs (1210/13–1288) untersuchte und beschrieb als erster „was die Sektion beweist“, bis in die Details, den Lungenkreislauf. Er könnte auch die Funktion der Herzkranzgefäße verstanden haben.

### Empirische Forschung: Avicenna, Alhazen, Avenzoar
Einer der wichtigsten Beiträge Avicennas (Ibn Sinas) zur medizinischen Wissenschaft seiner Zeit ist neben der Systematisierung des Wissens vor allem die Einführung der systematischen empirischen Forschung mittels Experimenten und genauer Messung in seinem Hauptwerk, dem Qānūn at-Tibb (Kanon der Medizin). Abū ʿAlī al-Ḥasan ibn al-Haiṯam (Alhazen) beschrieb erstmals 1021 korrekt die Anatomie und Physiologie des Sehens in seinem „Schatz der Optik“ (Kitāb al-Manāzir).
Der in Spanien wirkende selbständige Praktiker Abū Merwān ’Abdal-Malik ibn Zuhr (latinisiert Avenzoar, 1091–1161) formulierte gute Krankheitsbeschreibungen und behandelte im Sinne der hippokratischen Therapie. Er war unter den ersten Ärzten, die anatomische Sektionen (zur Erforschung der Anatomie am Gesunden) und Obduktionen zur Feststellung von Krankheits- und Todesursachen an Körpern Verstorbener durchführten. Sein berühmtes „Buch der Vereinfachung/Wegbereitung von Therapie und Diät“ (Kitāb at-Taisīr fī l-mudāwāt wa-t-tadbīr) hatte großen Einfluss auf die Chirurgie. Ihm gelang der Nachweis, dass die Scabies durch Parasiten verursacht wird. Logischerweise bestand die richtige Behandlung darin, den Parasiten zu bekämpfen, und nicht in der Wiederherstellung eines Gleichgewichts der Säfte. Ibn Zuhr erprobte chirurgische Verfahren in Tierversuchen, bevor er sie am Menschen anwandte.
Im 12. Jahrhundert führten die Leibärzte Saladins, asch-Schaizarī und Ibn Dschumaiʿ, ebenfalls anatomische Sektionen durch. Während einer Hungersnot in Ägypten im Jahr 1200 untersuchte Abd al-Latif al-Baghdadi menschliche Skelette und fand so heraus, dass Galen sich in Bezug auf die Ausbildung der Knochen des Unterkiefers und des Kreuzbeins geirrt hatte.
Der erste bekannte farbig bebilderte anatomische Atlas der islamischen Medizin, „Der Bau des menschlichen Körpers“ arabisch تشريح بدن انسان, DMG Tashrīḥ-i badan-i insān, auch bekannt als die „Anatomie des Mansur“, wurde im 14. Jahrhundert von dem persischen Arzt Mansur ibn Ilyas erstellt.

### Bau und Funktion einzelner Organe

#### Blutkreislauf
Dass sich Blut durch den Körper bewegt, war schon den antiken griechischen Anatomen bekannt, nicht aber, auf welche Weise das Blut von der rechten in die linke Herzkammer und in den Körper gelangt. Galen zufolge floss das Blut durch eine unsichtbare Öffnung in der Herzscheidewand. Ibn an-Nafīs erkannte, dass diese Annahme falsch sein musste. Er wusste aus Sektionen, dass die Herzscheidewand undurchlässig ist, und folgerte daraus, dass Blut aus der rechten Herzkammer in die Lunge fließen musste. Somit hatte an-Nafīs erstmals den Lungenkreislauf, genannt auch kleiner Blutkreislauf, beschrieben.
Ältere Autoren gingen davon aus, dass an-Nafīs' Erkenntnisse bis ins 20. Jahrhundert im Westen unbekannt geblieben waren und der Blutkreislauf von William Harvey 1616 unabhängig wiederentdeckt wurde. Die Beschreibung des Lungenkreislaufs durch Michael Servetus im Fünften Buch seines Werks Christianismi Restitutio (1553) wurde von einigen Historikern auf die Kenntnis des Werks des Ibn an-Nafīs zurückgeführt: In der Bibliothek des Escorial sind heute noch vier arabische Manuskripte des Kommentar zum „Kanon“ des  Ibn Sīnā (arabisch شَرح تَشريح القانُون, DMG Šarḥ tasrīḥ al-qānūn; ca. 1242) erhalten. 1546 hatte Andrea Alpago Teile des „Kanon“ ins Lateinische übersetzt. In der Bibliothek des Escorial ist diese Übersetzung heute noch vorhanden, Servetus hätte das Werk demnach kennen können. Der unter dem Titel Ebenefis philosophi ac medici expositio super quintum canonem Avicennae ad Andrea Alpago Bellunensi übersetzte Kommentar zum Fünften Buch des „Kanon“ enthält jedoch keine Hinweise auf den Blutkreislauf. Der Kommentar zum Sechsten Buch zeigt in Alpagos Übersetzung nur einige Unstimmigkeiten in Galens Konzept auf. Eine unabhängige Entdeckung des Lungenkreislaufs durch beide Gelehrte wird daher weiterhin als möglich angesehen.

#### Auge
Die antiken griechischen Ärzte vermuteten, dass das menschliche Auge „Sehstrahlen“ aussende, welche ähnlich einer Leuchte die Umgebung abtasteten und so den Sinneseindruck erzeugten, ähnlich einem Blinden, der seine Umgebung mit einem Stab abtastet. Aristoteles hingegen war der Ansicht, dass Licht unabhängig vom menschlichen Auge existierte und sich über ein Medium seinen Weg von den Gegenständen in das Auge bahne. Alhazen untersuchte den Aufbau des Auges und erkannte, dass die Augenlinse genau wie eine optische Linse nach den Gesetzen der Lichtbrechung funktioniert, die er in seinem Werk „Schatz der Optik“ (Kitāb al-Manāzir) beschrieben hatte. Die arabische Heilkunde verbesserte zudem die Staroperationstechnik durch Ansaugen der Linse.

#### Magen
Ahmad ibn Abi l-Aschʿath, ein Arzt aus Mosul im Irak beschrieb die Funktion des Magens anhand eines Tierexperiments an einem lebenden Löwen in seinem Werk al-Qadi wa-l-muqtadi. Er schrieb:

„Wenn Nahrung in den Magen eintritt, vor allem wenn es reichlich ist, erweitert sich der Magen und seine Wandschichten dehnen sich aus. […] Die Zuschauer meinten, der Magen sei eher klein, also fuhr ich fort, Krug um Krug in seinen Rachen zu gießen. […] Die innere Schicht des gedehnten Magens wurde so zart wie die äußere Schicht des Bauchfells. Daraufhin schnitt ich den Magen auf und das Wasser trat aus. Der Magen schrumpfte, und ich konnte den Pförtnermuskel sehen.“

Diese Beschreibung ging derjenigen von William Beaumont um fast 900 Jahre voraus.

#### Anatomie des Unterkiefers
Galenos schrieb in seinem Werk De ossibus ad tirones, dass der Unterkiefer aus zwei Knochen bestehe, was man erkennen könne, wenn er beim Kochen in der Mitte auseinander falle. Abd al-Latif al-Baghdadi hatte während einer Hungersnot in Kairo im Jahr 1200 Gelegenheit, die Überreste verhungerter Menschen zu untersuchen. In seinem Buch al-Ifāda wa-l-Iʿtibār fī al-Umūr al-Muschāhada wa-l-Hawādith al-Muʿāyana bi-Ard Misr (Buch der Unterrichtung und Ermahnung über gesehene Dinge und aufgezeichnete Ereignisse im Land Ägypten) schreibt er:

„Alle Anatomen stimmen darin überein, dass der Knochen des Unterkiefers aus zwei Teilen besteht, die am Kinn verbunden sind. […] Die Betrachtung dieses Körperteils überzeugte mich, dass der Unterkieferknochen ein einziger ist, ohne Gelenk oder Naht. Diese Beobachtung habe ich viele Male wiederholt, an mehr als zweihundert Köpfen. […] Mich unterstützten verschieden andere Leute, die die gleiche Untersuchung wiederholten, sowohl in meiner Abwesenheit als auch unter meinen Augen, und sie haben, so wie ich, niemals etwas anderes gesehen als einen einzigen Knochen, so wie ich es gesagt habe.“

Al-Baghdadis Entdeckung blieb jedoch weitgehend unbekannt, vielleicht, weil er sie in einem Buch veröffentlicht hatte, das sich überwiegend mit der Geografie, Botanik und den Baudenkmälern Ägyptens, sowie mit einer detaillierten Beschreibung der Hungersnot und ihrer Folgen befasst. Seinen ursprünglichen Plan, seine anatomischen Beobachtungen in einem eigenen Buch zu veröffentlichen, hat Al-Baghdadi wohl nicht ausgeführt.

## Pharmakologie
Pharmakologie, die Wissenschaft von den Arzneimitteln als unabhängige Wissenschaft, wurde im 9. Jahrhundert von islamischen Ärzten etabliert. Al-Bīrūnī stellt fest:

„Die Arzneimittellehre unterscheidet sich von der Medizin wie Sprache und Satzbau sich von der sprachlichen Ausarbeitung unterscheiden, der Satzrhythmus von Dichtung, und Logik von Philosophie, denn sie ist eher ein hilfreicher Partner für die Medizin, als ein Sklave.“

Sabur (gest. 869) schrieb das erste Lehrbuch der Pharmakologie.

### Prüfung der Wirksamkeit eines Arzneimittels
Avicenna definierte in seinem Kanon der Medizin genaue Regeln, wie ein Arzneimittel hinsichtlich seiner Verträglichkeit und Wirksamkeit beschaffen sein müsste. Vergleichbare Regeln gelten teilweise heute noch für die klinische Pharmakologie und die moderne Arzneimittelprüfung:
1. Das Medikament muss rein sein und darf keine zufälligen Verunreinigungen enthalten.
2. Es darf nur zur Behandlung einer Erkrankung und nicht bei einem Krankheitssyndrom angewendet werden.
3. Das Medikament muss seine Wirksamkeit bei zwei unterschiedlichen Erkrankungen erweisen, denn manchmal ist ein Medikaments tatsächlich wirksam, manchmal war die Heilung nur dem Zufall zu verdanken.
4. Die Qualität des Medikaments muss der Stärke der Krankheit entsprechen. Zum Beispiel bewirkten manche Arzneimittel Hitze, während die Krankheit durch Kälte gekennzeichnet sei, so dass das Heilmittel wirkungslos bleibe.
5. Die Zeit bis zum Eintritt der Wirkung muss genau beobachtet werden, um nicht eine echte Wirksamkeit mit einem Zufall zu verwechseln.
6. Die Wirksamkeit eines Medikaments muss sich zuverlässig und in verschiedenen Krankheitsfällen einstellen, sonst müsste man auch mit einem Zufallseffekt rechnen.
7. Die Prüfung der Wirksamkeit muss am Menschen erfolgen, denn wenn man Arzneien am Löwen oder Pferd erprobe, könne man daraus keine Rückschlüsse auf die Wirkung beim Menschen ziehen.[48][49]

### Schmerztherapie
Islamische Ärzte des Mittelalters kannten und nutzten die schmerzlindernde Wirkung von Schlafmohn und Cannabis. Cannabis wurde erst im 9. Jahrhundert aus Indien eingeführt. Der griechisch-römische Arzt Pedanios Dioskurides empfahl im 1. Jahrhundert den Gebrauch von Cannabissamen in der Geburtshilfe, und Cannabissaft gegen Ohrenschmerzen. Schlafmohn wurde von Yuhanna ibn Masawaih zur Behandlung der Schmerzen bei Koliken der Gallenblase, Fieber, Verdauungsstörungen, Augen-, Kopf- und Zahnschmerzen, Pleuritis, und als Schlafmittel eingesetzt. Al-Tabari erklärte auch, dass ein Extrakt aus Schlafmohn tödlich sein könne, und dass Schlafmohnextrakte und Opium als Gifte angesehen werden müssten.

## Krankenhäuser und Ausbildungsstätten
Besondere Orte und Bauten zur Pflege und Behandlung Kranker durch speziell ausgebildete Personen sind schon aus der Antike bekannt, ebenso Ärzteschulen wie die von Kos, an der auch Hippokrates von Kos wirkte. Im persischen Reich wurde schon in sassanidischer Zeit die Akademie von Gundischapur gegründet, in der eine theoretische und praktische Ausbildung stattfand.

### Bimaristan und Darüşşifa

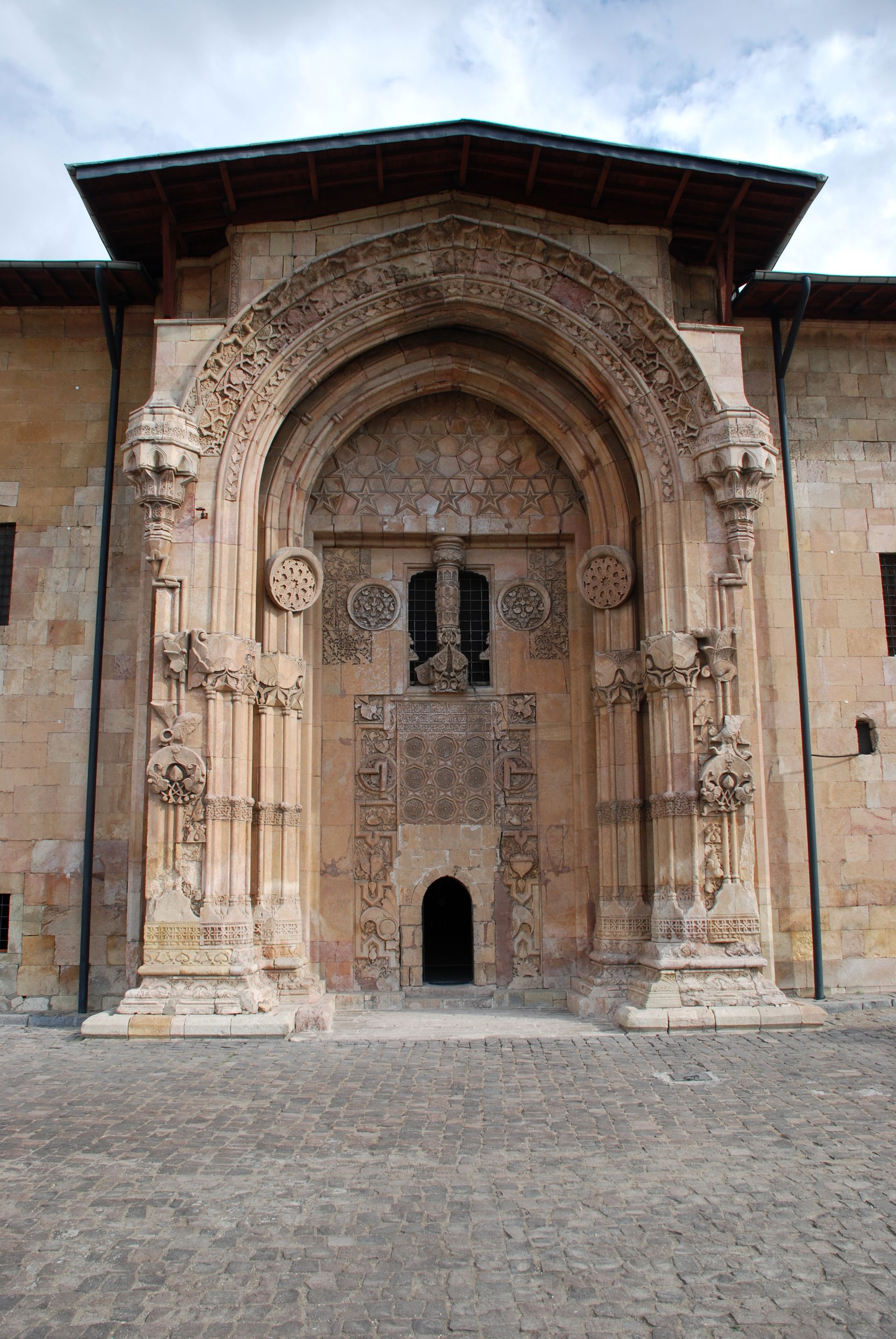
Portal des Şifa-hane der Divriği-Moschee, Türkei

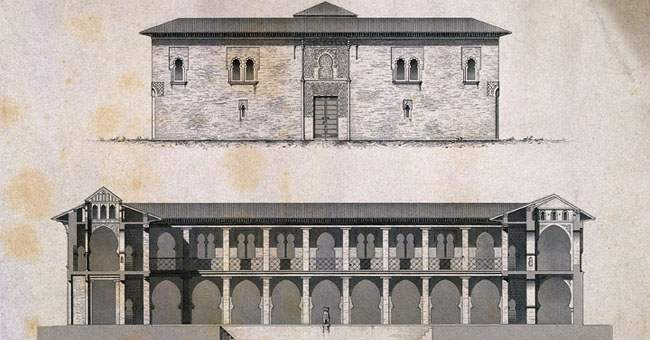
Das Bimaristan von Granada

In der islamischen Kultur entstanden in den meisten großen Städten Krankenhäuser (persisch بیمارستان, DMG Bimaristan, ‚Krankenhaus, Irrenhaus‘, türkisch Darüşşifa oder auch Şifahane), die zunächst eher dazu dienten, Personen mit ansteckenden oder psychiatrischen Krankheiten zu isolieren. Später funktionierten die Bimaristans wie öffentliche Krankenhäuser und Forschungseinrichtungen, und bildeten auch Studenten aus.
Bimārestāns waren säkulare Einrichtungen und behandelten Kranke unabhängig von Herkunft oder Religion. Häufig wurden Krankenhäuser als Teil eines Gebäudekomplexes um eine Moschee herum errichtet, zu dem auch eine Schule (Madrasa), Bibliothek, Apotheke und Küche gehörten. Meist finanzierte sich die Einrichtung durch eine religiöse Stiftung (Waqf). Die Statuten solcher Stiftungen legten oft fest, dass niemand abgewiesen werden dürfe und bleiben solle, bis die Gesundheit vollständig wieder hergestellt worden sei. Männer und Frauen wurden in getrennten, aber gleich ausgestatteten Abteilungen behandelt. Je nach Größe des Bimaristan konnten eigene Abteilungen für Geistes-, Infektions- und Augenkrankheiten, chirurgische und nicht-chirurgische Fälle eingerichtet werden.

### Ausbildung der Ärzte
Das Krankenhaus war nicht nur der Ort, wo Kranke behandelt wurden. Es diente auch als Medizinschule und bildete Ärzte aus. Die Ausbildung wurde von Privatlehrern, durch eigenes Studium und in Vorlesungen erworben. Die islamischen Krankenhäuser waren die ersten, die genaue Aufzeichnungen über Patienten und ihre Behandlungen führten. Meist waren die Studenten dafür verantwortlich, die Krankenakten zu führen, die von ausgebildeten Ärzten gesammelt wurden und als Grundlage für die Behandlung weiterer Patienten dienten.
Spätestens zur Zeit der Abbasiden wurde eine förmliche Zulassung Voraussetzung für die Ausübung des Arztberufs. 931 erhielt Kalif al-Muqtadir Kenntnis vom Tod eines Kranken aufgrund eines ärztlichen Kunstfehlers. Daraufhin ordnete er an, dass Sinan ibn Thabit die Ärzte prüfen sollte. Niemand sollte ohne bestandene Prüfung Kranke behandeln dürfen.